# Sansevieria ascendens
Espèce
Classification APG III (2009)
Sansevieria ascendens, également appelée Dracaena ascendens, est une espèce de plantes de la famille des Liliaceae et du genre Sansevieria.

## Description
Plante succulente, Sansevieria ascendens est une espèce de sansevières à fines et longues feuilles de couleur verte poussant en hauteur les unes au dessus des autres, formant une pseudo-tige et lui conférant ainsi son nom.
Elle a été identifiée comme espèce à part entière en 2010 par Leonard E. Newton.
L'espèce a été fréquemment et longtemps confondue avec Sansevieria bagamoyensis, Sansevieria dumetescens et surtout Sansevieria arborescens

## Distribution et habitat
L'espèce est originaire d'Afrique de l'Est, présente au sud-est du Kenya – où elle a été trouvée dans le comté de Kwale de la province de la Côte – et au nord-est de la Tanzanie.